# Fantômas (film, 1932)
Pour les articles homonymes, voir Fantômas (homonymie).
Pour plus de détails, voir Fiche technique et Distribution.
Fantômas est un film policier français écrit et réalisé par Paul Fejos, sorti en 1932. 
Le scénario est coécrit avec Anne Mauclair, d'après l'œuvre de Pierre Souvestre et Marcel Allain. Thomy Bourdelle y interprète le commissaire Juve et Jean Galland le personnage de Fantômas. 
Produit par Charles David, le film est la première adaptation parlante des aventures de Fantômas à l'écran. 

## Synopsis
Dans son château, la marquise de Langrune est morte étranglée par Fantômas, désireux de dérober un portefeuille garni d'un million de francs. L'inspecteur Juve tente de démasquer le mystérieux tueur.

## Fiche technique
- Titre : Fantômas
- Réalisation : Paul Fejos
- Assistants réalisateurs : Yves Allégret, Claude Heymann et Pierre Schwab
- Scénario : Paul Fejos et Anne Mauclair, d'après le premier épisode du cycle Fantômas de Pierre Souvestre et Marcel Allain
- Dialogues : Anne Mauclair
- Production : Charles David
- Société de production : Société des établissements Braunberger-Richebé
- Directeur de production : Charles David
- Directeurs de la photographie : Roger Hubert et J. Peverell Marley
- Décors : Gabriel Scognamillo
- Son : Marcel Courmes et W. Bell
- Montage : Denise Batcheff
- Musique : Richard Wagner (ouverture de l'opéra Le Vaisseau fantôme)
- Tournage : Automne-hiver 1931-1932
- Format : Noir et blanc, 1.37 : 1, 35 mm[1]
- Son : Mono
- Durée : 91 minutes[1]
- Genre : Policier
- Pays d'origine :  France
- Langue de tournage : français
- Date de sortie : 20 mai 1932
- Affiche (officielle) : Jean-Adrien Mercier

## Distribution
- Thomy Bourdelle : l'inspecteur Juve
- Jean Galland : Fantômas / Étienne Rambert
- Tania Fédor : Lady Beltham
- Jean Worms : Lord Beltham
- Georges Rigaud : Charles Rambert
- Gaston Modot : Firmin, le valet de la marquise
- Roger Karl : Bonnet, le président de tribunal
- Maurice Schutz : l'abbé Sicot
- Philippe Richard : Michel, l'adjoint de Juve
- Georges Mauloy : le professeur Gabriel
- Paul Azaïs : le mécano
- Anielka Elter : la princesse Sonia Davidoff
- Marie-Laure : la marquise de Langrune

## Production

### Naissance du film
De retour en Europe depuis Hollywood, installé à Paris, Paul Fejos rencontre le producteur Pierre Braunberger, Claude Heymann et Yves Allégret en 1931 et accepte de réaliser la première adaptation parlante de Fantômas.

Rétrospectivement, Pierre Braunberger, déçu par le film, déclare : 

« J'avais vu presque tous ses films muets et je les aimais beaucoup. Lonesome en particulier m'avait fait une vive impression et je trouvais que Fejos était un immense metteur en scène. J'espérais qu'il apporterait un plus à ce que Feuillade avait pu donner mais je n'ai pas retrouvé dans son film la poésie de la série des Feuillade. Le scénario d'Anne Mauclair n'était pas très bon mais le choix de Fejos pour traiter ce type de sujet était une erreur. Ce style de littérature lui était complètement étranger. Il ne comprenait pas très bien ce film. Autre raison, non moins capitale, c'est que la grande période de Fejos appartenait déjà au passé, je crois. Tout cela explique qu'il n'ait pas su traduire l'extraordinaire imagination présente dans le feuilleton de Marcel Allain et Pierre Souvestre. Il a tout de même réussi quelques séquences. Le film a bien marché car le livre était un best-seller. »

— Pierre Braunberger,.

### Le tournage
Le tournage se déroule au cours de l'automne-hiver 1931 et 1932, dans les studios Braunberger-Richebé à Billancourt en banlieue parisienne, à l’aérodrome du Bourget et sur le circuit automobile de Monthléry.